# 駐阿根廷台北商務文化辦事處
駐阿根廷臺北商務文化辦事處（西班牙語：Oficina Comercial y Cultural de Taipei en Argentina），亦稱駐阿根廷代表處，是中華民國駐阿根廷的代表機構，位於首都布宜諾斯艾利斯，具有實質大使館功能。現任駐阿根廷代表是謝妙宏。

## 歷史
1973年，該辦事處以「駐阿根廷臺灣商務辦事處」之名設立。1996年，更改為現在的名稱 。
阿根廷駐台對應機構是位于台北的阿根廷商務文化辦事處

## 外部連結
- 駐阿根廷台北商務文化辦事處